# Édouard Réveil
Pour les articles homonymes, voir Réveil.
Jacques Édouard Réveil, né à Pau le 12 juillet 1799 et mort dans la même ville le 1er janvier 1886, est une personnalité politique française, d'abord maire de Lyon sous la Deuxième République (1848 à 1852), puis député du Corps législatif (1852 à 1863) et sénateur (1863 à 1870) sous le Second Empire.

## Biographie
Édouard Réveil mène une carrière d'assureur, laquelle la conduit à s'installer à Lyon en 1836. 
L'année 1848 marque un tournant dans sa vie. Il se présente pour la première fois à un mandat électif le 23 avril 1848 lors de l'élection de l'Assemblée nationale constituante mais n'est pas élu. Le mois suivant il se fait élire conseiller municipal de Lyon. À la suite de la démission, quelques semaines plus tard, du maire Démophile Laforest, Édouard Réveil est nommé maire de Lyon le 3 octobre 1848 par arrêté du gouvernement Cavaignac. 
Son mandat est notamment marqué par le prolongement de l'actuelle rue de Brest (jusqu'à la place des Jacobins) et par l'élargissement de l'actuel quai Saint-Vincent.
À l'avènement du Second Empire, il est candidat officiel du nouveau pouvoir dans la première circonscription du Rhône, lors des élections législatives de 1852, et est élu député le 29 février en battant Jules Favre, candidat de la gauche. Le 24 mars suivant, les communes de La Croix-Rousse, Vaise et La Guillotière sont fusionnées avec Lyon par décret impérial et le statut de maire de Lyon est supprimé (l'administration étant alors dévolue au préfet), mettant automatiquement fin à son mandat local.
Fidèle à l'Empire, Édouard Réveil devient vice-président du Corps législatif et est réélu en 1857. Il est ensuite nommé sénateur d'Empire en 1863, et se retire de la vie politique en 1870, avant la chute du régime impérial.
Il meurt dans sa ville natale en 1886.

## Distinction
Édouard Réveil est fait Commandeur de la Légion d'honneur en 1859.